# Palacio del Sello
El Palacio del Sello es un edificio sito en la localidad de Carbonero el Mayor, en la provincia de Segovia, propiedad en su día del linaje del Sello.

## Edificio
La construcción es característica del siglo XV, con arcos escarzanos y ménsulas adornadas, con bolas de tiempo de los Reyes Católicos, de franco estilo «Isabel».

## Historia
En los protocolos notariales que se conservan se menciona a don Luis del Sello Bermúdez y Contreras, que en el año 1546 delimitó la finca a su nombre. En 1613 su hijo don Antonio del Sello Bermúdez y Contreras testó y murió en él. A su muerte heredó el palacio su hijo don Antonio del Sello y Cortés. Después pasó al marquesado de Bendaña.
Al finalizar la guerra civil, el edificio pasó a manos de las monjas Misioneras de Acción Parroquial, que lo convirtieron en una residencia.
Actualmente está dedicado a residencia de la tercera edad.